# Ischalia zetteli
Ischalia zetteli is een keversoort uit de familie Ischaliidae. De wetenschappelijke naam van de soort is voor het eerst geldig gepubliceerd in 2002 door M. Satô.